# جوزيف سكولينغ
جوزيف سكولينغ (بالإنجليزية: Joseph Schooling) (و. 1995 – م) هو سباح من سنغافورة، شارك في الألعاب الأولمبية الصيفية 2012، والسباحة في الألعاب الأولمبية الصيفية 2016، أبرز إنجازاته فوزه بالميدالية الذهبية في سباق 100 متر فراشة في دورة الألعاب الأولمبية الصيفية 2016 في ريو دي جانيرو حيث تمكن من التغلب في السباق على أسطورة السباحة مايكل فيلبس، يذكر أن سكولينغ نفسه كان قد إلتقط صورة شخصية معه مع فيلبس عندما قابله في دورة الألعاب الأولمبية الصيفية 2008 في باكين وألتي فاز عندها فيلبس ب 8 ذهبيات حيث كان عندها في عمر ال 13 سنة، ولتكون ميداليته الذهبية الأولى في تاريخ سنغافورة منذ بدأ مشاركاتها في الألعاب الأولمبية.

## روابط خارجية
- جوزيف سكولينغ على موقع الاتحاد الدولي للسباحة (الإنجليزية)
- جوزيف سكولينغ على موقع SwimRankings.net (الإنجليزية)
- جوزيف سكولينغ على موقع اللجنة الأولمبية الدولية (الإنجليزية)
- جوزيف سكولينغ على موقع أوليمبيديا (الإنجليزية)
- جوزيف سكولينغ على موقع اتحاد ألعاب الكومنولث (مؤرشف) (الإنجليزية)